# Růžový hřeben
Růžový hřeben je název pro skalní stěnu s mnoha pískovcovými věžemi nalézající se na pravém břehu řeky Labe na katastru obce Ludvíkovice asi 4–5 km severně od okresního města Děčín.
Z okrajů skalních stěn Růžového hřebene se nabízejí nádherné pohledy do údolí Labe a na protější Sněžnickou vrchovinu. Většina skalních věží na okraji Růžového hřebene však není zpřístupněna oficiální turistickou cestou, pouze horolezeckými chodníky. Nejkrásnější pohled se však nabízí z turisticky zpřístupněné a upravené Růžové vyhlídky.

## Galerie

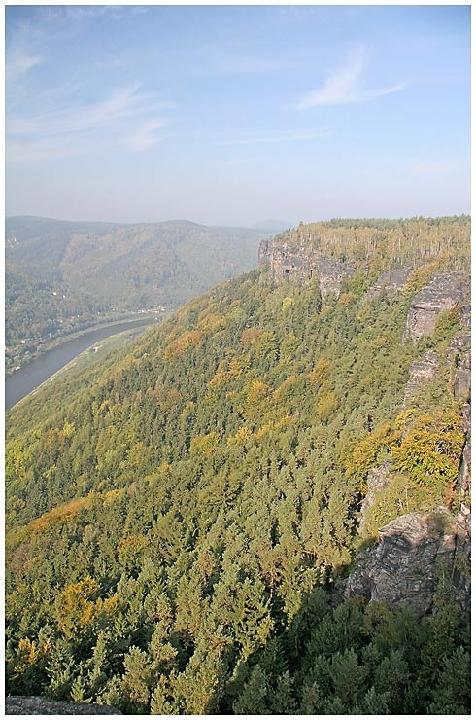
Pohled do údolí Labe po proudu z Růžové vyhlídky
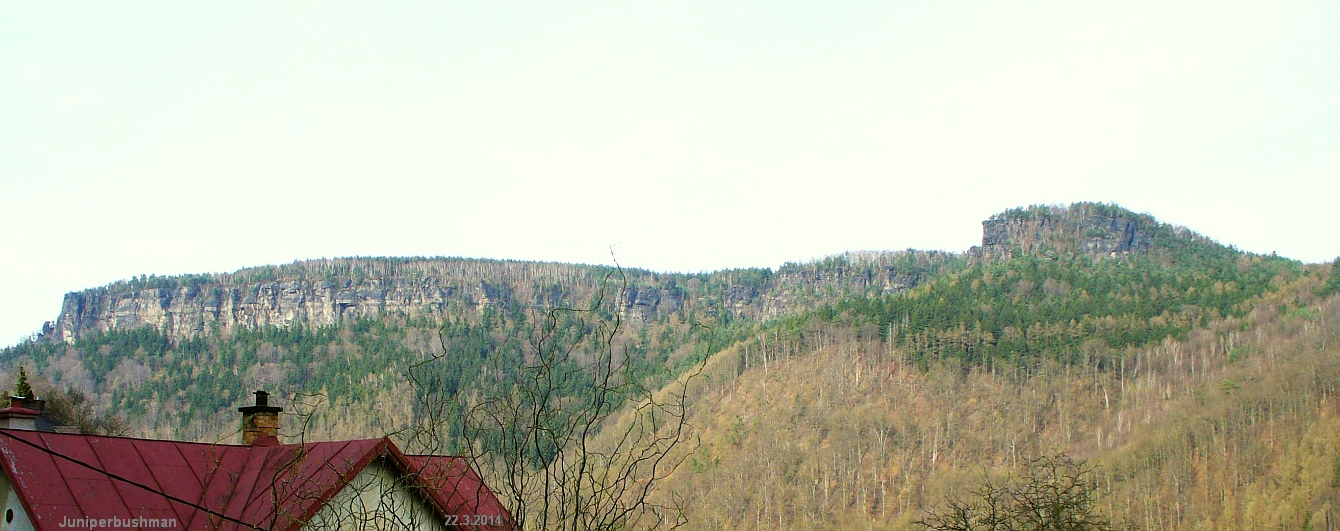
Pohled na Růžový hřeben a Růžovou vyhlídku z Prostř. Žlebu.
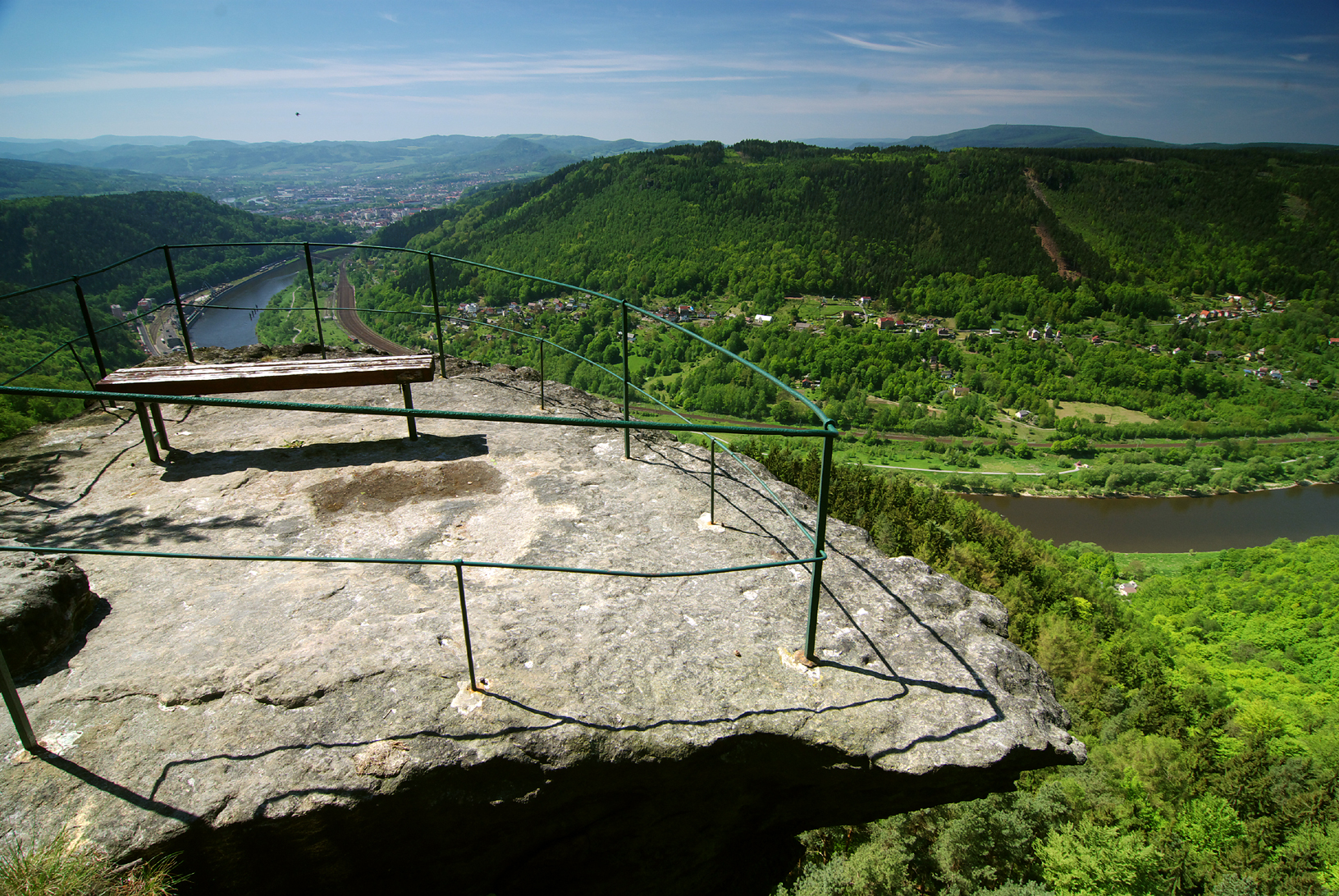
Skalní vyhlídka Růžový hřeben - léto
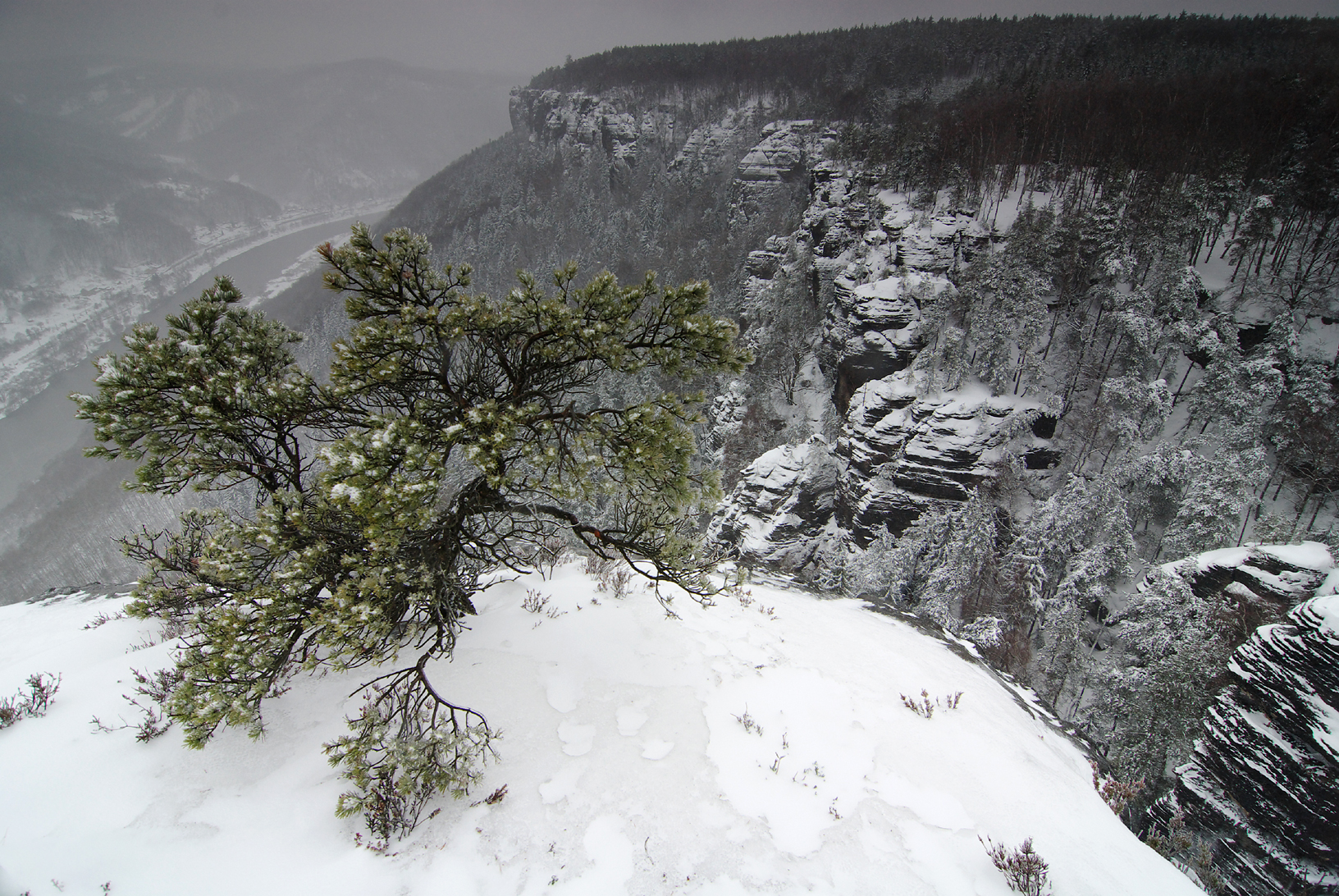
Skalní vyhlídka Růžový hřeben - zima